# Paramelisa
Paramelisa is een geslacht van vlinders van de familie spinneruilen (Erebidae), uit de onderfamilie Arctiinae.

## Soorten
- P. bitjeana Bethune-Baker, 1927
- P. dollmani Hampson, 1920
- P. leroyi Kiriakoff, 1953
- P. lophura Aurivillius, 1906
- P. lophuroides Oberthür, 1911